# Chasin’ the Bird (альбом Хелен Меррилл)
Chasin’ the Bird — студийный альбом американской певицы Хелен Меррилл, выпущенный в 1980 году на лейбле Trio Records в Японии и Inner City Records в Соединённых Штатах. Это третья совместная работа певицы и пианиста-аранжировщика Дика Каца. Альбом посвящён творчеству композитора Джорджа Гершвина.

## Отзывы и признание
| Оценки критиков                     | Оценки критиков |
| Источник                            | Оценка          |
| ----------------------------------- | --------------- |
| AllMusic                            | [ 1 ]           |
| The Encyclopedia of Popular Music   | [ 2 ]           |
| The Rolling Stone Jazz Record Guide | [ 3 ]           |

Обозреватель Stereo Review Питер Рейлли отметил Меррилл с янтарным голосом, которая исполняет всё с тонкой, чёткой линией и делает всё просто, как может только по-настоящему хорошая джазовая певица.
Скотт Яноу из AllMusic заявил, что на протяжении всего выступления Хелен Меррилл звучит в отличной форме, однако с сожалением отметил, что этот достойный альбом не стал более популярным.
За эту запись Меррилл получила номинацию на «Грэмми» за лучшее джазовое вокальное исполнение среди женщин.

## Список композиций
1. «It Ain’t Necessarily So» (Джордж Гершвин, Айра Гершвин) — 3:17
2. «Embraceable You (Quasimodo)» (Чарли Паркер, Джордж Гершвин, Айра Гершвин) — 4:47
3. «I Can’t Be Bothered Now» (Джордж Гершвин, Айра Гершвин) — 2:43
4. «Summertime» (Дюбоз Хейуорд, Джордж Гершвин, Айра Гершвин) — 4:57
5. «Isn’t It a Pity» (Джордж Гершвин, Айра Гершвин) — 2:36
6. «I Got Rhythm (Chasin’ the Bird)» (Чарли Паркер, Джордж Гершвин, Айра Гершвин) — 3:57
7. «I Loves You, Porgy» (Дюбоз Хейуорд, Джордж Гершвин, Айра Гершвин) — 4:43
8. «Someone to Watch Over Me» (Джордж Гершвин, Айра Гершвин) — 5:53

## Участники записи
- Аранжировка, фортепиано — Дик Кац
- Баритон-саксофон — Пеппер Адамс
- Бас-гитара — Руфус Рид
- Вокал — Хелен Меррилл
- Гитара — Джо Пума
- Звукорежиссёр — Пол Гудман
- Исполнительный продюсер — Кадзуро Харада, Куния Инаока
- Ударные — Мел Льюис
- Художественное руководство — Хадзиме Мидзуно